# Tommi Läntinen
Tommi Pekka Läntinen (Turku, 22 agosto 1959) è un cantante finlandese.

## Biografia
Tommi Läntinen ha avviato la sua carriera musicale nel 1979 entrando a far parte come solista del gruppo Fabrics, con cui ha pubblicato due album. Nel corso degli anni '80 e '90 ha fatto inoltre parte dei Rin Tin Tin, dei Boycott e del duo Tommi & Hombre, oltre a pubblicare, nel 1982, un album da solista sotto il nome di Tom Dozen intitolato Aqua Blue.
Ha avviato la sua carriera come solista con il suo vero nome nel 1993 con il singolo Rakkauslaulu, che ha anticipato l'album Veijareita ja pyhimyksiä, uscito l'anno successivo. Il disco ha raggiunto la 13ª posizione della Suomen virallinen lista ed è stato certificato disco di platino con oltre 49 000 copie vendute a livello nazionale. Il successo è stato ripetuto nel 1995 dal secondo album Maalla, merellä ja ilmassa!, anch'esso disco di platino, che ha fruttato al cantante il suo miglior posizionamento nella classifica nazionale al 7º posto, e nel 1997 dall'album disco d'oro Punainen graniitti.
Nel 2005 Tommi Läntinen ha preso parte a Euroviisut, sperando di poter rappresentare la Finlandia all'Eurovision Song Contest con il brano Mitä vaan, ma non ha superato le semifinali.
Nel 2017 il cantante si è riunito ai Boycott in occasione del 30º anniversario della band, riprendendo l'attività concertistica e registrando l'album The Mighty. Fra il 2019 e il 2020 ha partecipato ai programmi televisivi di Nelonen Selviytyjät Suomi e Tähdet, tähdet, classificandosi 4º in quest'ultimo.
Tommi Läntinen è stato confermato fra i sette artisti partecipanti a Uuden Musiikin Kilpailu 2022, il programma di selezione del rappresentante finlandese per l'Eurovision Song Contest, con l'inedito Elämä kantaa mua. Durante l'evento, Tommi Läntinen si è piazzato al 7º e ultimo posto.

## Discografia

### Con i Fabrics
- 1980 – Look at This
- 1981 – Tonight

### Con i Rin Tin Tin
- 1984 – Swazi-Beat

### Con i Boycott
- 1987 – Boycott
- 1988 – No!
- 1990 – Lightning Strikes Back!
- 1992 – Red
- 2017 – The Mighty

### Con Tommi & Hombre
- 1990 – Tommi & Hombre

### Solista

#### Album in studio
- 1982 – Aqua Blue (come Tom Dozen)
- 1994 – Veijareita ja pyhimyksiä
- 1995 – Maalla, merellä ja ilmassa!
- 1997 – Punainen graniitti
- 1999 – Iltavilli
- 2002 – Tähtilaiva
- 2004 – Popniitti
- 2019 – Isoja aikoja
- 2022 – Elämä kantaa mua

#### Raccolte
- 2000 – Parhaat 1994-2000
- 2005 – Läpi tulen ja jään - 25 vuotta!
- 2007 – Collections
- 2015 – Liekki palaa

#### Singoli
- 1993 – Rakkauslaulu
- 1993 – Sä oot mun
- 1994 – Mä en haluu enää muistaa
- 1994 – Satelliitti
- 1994 – Syvälle sydämeen sattuu
- 1995 – Silta yli Suomen
- 1995 – Mä matkustan
- 1995 – Huudan sun nimee
- 1995 – Tuulta päin
- 1995 – Jäin kiinni katseeseen
- 1996 – Kevät ja minä
- 1996 – Via Dolorosa
- 1997 – Aika on hiekkaa
- 1997 – Rööperin kuu
- 1997 – Rakkauden veturi
- 1997 – Olen onnellinen
- 1998 – Nyt ollaan näin '98
- 1998 – Uneton
- 1999 – Yksinään
- 1999 – Virtuaali
- 1999 – Taivaspoika
- 2000 – Hyvä fiilis
- 2000 – Mä haluun kaiken
- 2000 – S.O.S.
- 2002 – Kesällä kaikki on toisin
- 2002 – Älä unta nää
- 2002 – Se on rock
- 2003 – Leijonasydän
- 2003 – Kesä häipyy
- 2004 – Rakkaudenkaipuu
- 2004 – Eltsun Kalliot
- 2005 – Mitä vaan
- 2009 – Eloise
- 2011 – Rahaa rikkaampi
- 2011 – Kaksi sanaa
- 2012 – Kevät ja minä 2012/Jari ja minä
- 2013 – Liekki palaa
- 2013 – Elvis Has Left the Building
- 2015 – Ihmeitä sattuu
- 2015 – Laulu elämästä
- 2019 – Ääretön ikävä
- 2019 – Pahaa unta
- 2020 – Meidän murusia
- 2021 – Maailman lapsi
- 2022 – Elämä kantaa mua